# Port Charlotte (Floride)
Pour les articles homonymes, voir Port Charlotte.
Port Charlotte est une localité du comté de Charlotte en Floride aux États-Unis qui comptait 46 451 habitants en 2000.
26° 59′ 25″ N, 82° 06′ 21″ O : vue satellite de Port Charlotte.

## Démographie
| 1960  | 1970   | 1980   | 1990   | 2000   | 2010   |
| ----- | ------ | ------ | ------ | ------ | ------ |
| 3 197 | 10 789 | 25 770 | 41 535 | 46 451 | 54 392 |